# Championnat du Gabon de football 2008-2009
Navigation
Saison précédente Saison suivante
La saison 2008-2009 du Championnat du Gabon de football est la trente-troisième édition du championnat de première division gabonaise, le Championnat National. Il se déroule sous la forme d’une poule unique avec douze formations, qui s’affrontent à deux reprises, à domicile et à l’extérieur. En fin de saison, pour permettre le passage du championnat à 14 formations, les deux meilleures équipes de deuxième division sont promues.
C’est l'AS Stade Mandji qui est sacré cette saison après avoir terminé en tête du classement, avec quatre points d’avance sur un trio composé du SOGEA FC, de l'US Bitam et du tenant du titre, l'AS Mangasport. Il s’agit du tout premier titre de champion du Gabon de l’histoire du club.
Le 24 février 2009, l'AS Mangasport reçoit une pénalité de sept points pour avoir aligné un joueur dont la nationalité gabonaise n'était pas avérée. Cette décision est révoquée en mai par la fédération mais la Ligue gabonaise de football entérine tout de même cette sanction, qui entraîne en fin de saison la perte du titre, aux dépens du Stade Mandji.

## Les clubs participants
| - FC 105 Libreville - AS Mangasport - Gabon Télécom FC - AS Stade Mandji - SOGEA FC - Missile FC | - Cercle Mbéri Sportif - AS Pélican - Promu de D2 - USM Libreville - ASC Mounana - US Bitam - US Oyem |

## Compétition

### Classement
| Rang | Équipe               | Pts | J  | G  | N | P  | Bp | Bc | Diff |
| ---- | -------------------- | --- | -- | -- | - | -- | -- | -- | ---- |
| 1    | AS Stade Mandji      | 38  | 22 | 10 | 8 | 4  | 24 | 14 | +10  |
| 2    | SOGEA FC             | 34  | 22 | 10 | 4 | 8  | 29 | 25 | +4   |
| 3    | AS MangasportT       | 34  | 22 | 10 | 4 | 8  | 27 | 23 | +4   |
| 4    | US Bitam             | 34  | 22 | 9  | 7 | 6  | 22 | 18 | +4   |
| 5    | US Oyem              | 33  | 22 | 9  | 6 | 7  | 25 | 18 | +7   |
| 6    | ASC Mounana          | 32  | 22 | 8  | 8 | 6  | 20 | 16 | +4   |
| 7    | Cercle Mbéri Sportif | 31  | 22 | 8  | 7 | 7  | 24 | 19 | +5   |
| 8    | Missile FC           | 31  | 22 | 8  | 7 | 7  | 31 | 31 | 0    |
| 9    | FC 105 LibrevilleC   | 29  | 22 | 7  | 8 | 7  | 25 | 24 | +1   |
| 10   | AS PélicanP          | 27  | 22 | 7  | 6 | 9  | 27 | 40 | -13  |
| 11   | USM Libreville       | 23  | 22 | 6  | 5 | 11 | 22 | 26 | -4   |
| 12   | Gabon Télécom FC -6  | 7   | 22 | 3  | 4 | 15 | 16 | 38 | -22  |

|  | Qualification pour la Ligue des champions de la CAF 2010               |
|  | Qualification pour la Coupe de la confédération 2010                   |
|  | Retrait du championnat en fin de saison                                |
|  | T : Tenant du titre C : Vainqueur de la Coupe du Gabon P : Promu de D2 |

- Gabon Télécom FC reçoit une pénalité de six points pour salaires non payés à un ancien entraîneur du club.

## Bilan de la saison
| Championnat du Gabon de football 2008-2009                        |                             |
| Champion                                                          | AS Stade Mandji (1er titre) |
| Coupes et trophées                                                |                             |
| Vainqueur de la Coupe du Gabon 2008-2009                          | FC 105 Libreville           |
| Qualifications continentales                                      |                             |
| Ligue des champions de la CAF 2010                                | AS Stade Mandji             |
| Coupe de la confédération 2010                                    | FC 105 Libreville           |
| Promotions et relégations                                         |                             |
| Promus en Championnat National                                    | VAC de Mouila               |
| Promus en Championnat National                                    | FC Doughény de Tchibanga    |
| Relégués en Championnat du Gabon de football de deuxième division | Aucun                       |